# مطلب سعیدپیرو
مطلب سعیدپیرو، شهروند اهل بانه کردستان بود که ۵ آبان ۱۴۰۱ در شهر بانه و در جریان خیزش ۱۴۰۱ ایران به‌دست نیروهای حکومتی جمهوری اسلامی کشته شد. اسکای نیوز می‌گوید سعیدپیرو به شکل عمدی بدون حضور در اعتراضات هدف گلوله مأموران حکومتی قرار گرفته‌است.

## کشته‌شدن
یک منبع مطلع در بانه گفته: «نیروهای سپاه پاسداران معترضان را در خیابان‌های این شهر هدف تیراندازی قرار دادند که در اثر آن مطلب سعید پیرو کشته شد.»
یک روز بعد، پیکر مطلب سعید پیرو به خانواده تحویل داده شد و در روستای خواجه امیر به خاک سپرده شد.

## گزارش مستند از قتل او
شبکه تلویزیونی اسکای در گزارشی ویژه تصاویری از نحوه قتل مطلب سعیدپیرو در بانه پخش کرد.
این گزارش مستند برپایهٔ فیلم دوربین‌های مدار بسته و پس از بررسی و تأیید آن تهیه شده و مطلب سعیدپیرو را نشان می‌دهد که بدون اینکه در اعتراضاتی حضور داشته باشد، هدف حمله گروهی از مأموران حکومتی قرار می‌گیرد.
بعضی از مأموران اونیفورم سپاه پاسداران و بسیج برتن دارند و بعضی دیگر با لباس شخصی اما مسلح به اسلحه گرم در این فیلم دیده می‌شوند.
در این فیلم دیده می‌شود که مأموران لباس شخصی پس از حمله به خودرو سعیدپیرو، او را دنبال کرده و شلیک می‌کنند.